# Engenharia informática

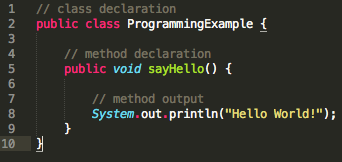
Exemplo de código fonte.

Engenharia Informática é o nome mais comum pelo qual são conhecidos, em Portugal, os cursos superiores focados em Informática que incluem também algumas cadeiras obrigatórias ditas "de bases de engenharia" (como matemáticas e físicas). É a área de engenharia que se ocupa dos temas relacionados com TI (Tecnologias de Informação) e SI (Sistemas de Informação).
Outra designação habitual é Engenharia Informática e de Computadores.
É uma área  de Engenharia representada na Ordem dos Engenheiros pelo Colégio de Informática.
A primeira Licenciatura (pré-bolonha) em Engenharia Informática criada em Portugal surgiu em 1975 na Universidade Nova de Lisboa.
José Delgado Domingos, professor do IST, foi um dos membros da comissão instaladora da Universidade Nova e um dos impulsionadores do novo curso. Segundo ele, a licenciatura “levantou quase de imediato muitas reacções e obstruções no meio académico e profissional. No meio académico era esperável, e vinha dos puristas que a entendiam como um ramo da matemática, ou dos electrotécnicos, que a entendiam como um ramo da electrónica. Do meio profissional a reacção era eminentemente corporativa porque a maioria dos dirigentes do sector, não sendo licenciados, sentia o seu poder e o seu prestígio ameaçados pelo aparecimento de licenciados na sua área.”
Nas últimas décadas houve um aumento da oferta académica na área de Engenharia de Informática e de Computadores. Este facto possibilitou às empresas um ajustamento adequado de recursos humanos nesta área, o que é fundamental para incrementar o nível de qualidade dos projectos de Tecnologias de Informação (TI).

## Áreas da Engenharia Informática
A Engenharia Informática é composta por várias áreas e funções tais como:
- Programação

Exemplos de linguagens de programação: C, C++, Java, C#, VB.Net, PHP, Perl, Python, Pascal, Assembly, Oracle PL/SQL, SQL Server Transact SQL, SAP Natural ADABAS, etc.
- Arquitecturas aplicacionais
- Arquiteturas orientadas a serviços
- Arquitecturas de computadores
- Sistemas distribuídos
- Microprocessadores
- Desenvolvimento de aplicações web
- Bases de dados relacionais
- Bases de dados espaciais para suporte de sistemas SIG
- Sistemas Operativos
- Gestão de servidores
- Redes informáticas
- Cibersegurança
- Jogos
- Metodologias de desenvolvimento de projetos informáticos utilizando várias metodologias.

Exemplos: Waterfall, Agile, Scrum, etc.
- Gestão de projetos informáticos

## O impacto da Engenharia Informática na sociedade
Vários exemplos dos produtos criados e geridos pela Engenharia Informática:
- Sistemas operativos: Windows, Windows Phone, Linux, Android, iOS, Chrome OS;
- Bases de dados relacionais: Oracle, SQL Server, MySQL, PostgreSQL;
- Google;
- Facebook;
- Twitter;
- Youtube;
- Instagram;
- WhatsApp;
- Sites de eCommerce: Amazon, Worten, Pixmania;
- Jornais online;
- ERP's de suporte ás atividades empresarias das empresas: SAP, Primavera, Oracle Financials, Navision;
- Banca online;
- Sistemas de trading online para a banca;
- Portais de serviços na administração pública: Portal das Finanças;
- SAFT (Standard Audit File for Tax purposes);
- Software de ATM's (caixas multibanco);
- Paypal;
- Apps móveis: Android, iOS;
- Jogos: Jogos PS3, PS4, PSP, XBox 360, Nintendo Wii, Android, iOS, etc.;
- Inteligência artificial: ChatGPT, Microsoft Copilot, etc,

## Empresas de informática
A informática é uma indústria composta por milhares de empresas espalhadas pelo mundo. Estas criam os seus próprios produtos informáticos ou prestam serviços sobre produtos informáticos de empresas existentes.

### Empresas criadoras de produtos
Exemplos:
Microsoft, Oracle, IBM, Google, Apple, SAP, Outsystems, OpenAI, etc.

### Empresas prestadoras de serviços
A prestação de serviços pode ser realizada nas áreas de implementação de produto, formação, consultadoria, etc.
Exemplos:
Microsoft, Oracle, SAP, Accenture, HP, Capgemini, Agap2, Novabase, Link, Rumos, Galileu, KPMG, etc.

## Cursos superiores de informática - Planos curriculares
Os cursos superiores de informática permitem obter os níveis académicos normais pós-bolonha:
- Licenciatura (bacharelato pré-bolonha) de três anos
- Mestrado (licenciatura pré-bolonha) de cinco anos
- Doutoramento

O plano curricular de uma licenciatura bolonha em Engenharia Informática e Computadores pode normalmente ser consultado nos respectivos sites dos estabelecimentos superiores como no caso do Instituto Superior Técnico de Lisboa.
Para o caso de planos curriculares de mestrados bolonha em Engenharia Informática temos como exemplo os apresentados nos sites dos estabelecimentos superiores:
- Instituto Superior de Engenharia de Lisboa[2]
- Universidade Nova de Lisboa - Faculdade de Ciências e Tecnologia.[3]

## Colégio de Engenharia Informática da Ordem dos Engenheiros
Os cursos acreditados pelo Colégio de Engenharia Informática da Ordem dos Engenheiros são os seguintes (grau de mestrado bolonha ou licenciatura pré-bolonha):
Aveiro
- Universidade de Aveiro - Engenharia de Computadores e Telemática

Coimbra
- Universidade de Coimbra - Engenharia Informática

Évora
- Universidade de Évora - Engenharia Informática

Lisboa
- Faculdade de Ciências da Universidade de Lisboa - Engenharia Informática
- Faculdade de Ciências e Tecnologia da Universidade Nova de Lisboa - Engenharia Informática
- Instituto Superior Técnico da Universidade Técnica de Lisboa - Engenharia Informática e de Computadores
- Instituto Superior de Engenharia de Lisboa - Engenharia Informática e de Computadores
- ISCTE - Instituto Universitário de Lisboa - Engenharia Informática

Madeira
- Universidade da Madeira - Engenharia Informática

Minho
- Universidade do Minho - Engenharia de Sistemas e Informática

Porto
- Faculdade de Engenharia da Universidade do Porto - Engenharia Informática e Computação
- Instituto Superior de Engenharia do Porto - Engenharia Informática

Os Engenheiros Informáticos estão acreditados na Ordem dos Engenheiros (OE) no colégio de Engenharia Informática. No site da OE é possível validar a acreditação de determinado Engenheiro no colégio de Informática (ou noutro qualquer colégio). 

De acordo com a legislação portuguesa, quem não esteja acreditado na OE no colégio de informática não pode usufruir do título de Engenheiro Informático nem da respectiva carteira profissional.
Pode assistir aqui a um video de apresentação do colégio de Informática da Ordem dos Engenheiros.

## Engenharia Informática na Ordem dos Engenheiros Técnicos
A Ordem dos Engenheiros Técnicos, certifica um conjunto de cursos de Engenharia Informática (grau de licenciatura pós-bolonha ou bacharelato pré-bolonha).
No site da OET é possível validar a acreditação de determinado Engenheiro Técnico na especialidade de Informática (ou noutra qualquer especialidade).

## Atos de Engenharia Informática
Em Portugal os atos de Engenharia Informática (e de todas as outras especialidades de Engenharia), são regulamentados pela OE e encontram-se publicados em Diário da República.

## Engenharia Informática nas Universidades Mundiais
Reino Unido:
- Universidade de West London[10]
- Universidade de Cambridge[11]

Alemanha:
- Universitat des SaarLandes - Computer science / Informatics[12]

Estados Unidos:
- Universidade de Harvard[13]
- Silicon Valley University - Bachelor of Science in Computer Science (BSCS)[14]

Japão:
- Universidade de Tokyo[15]

## A Engenharia Informática nas Empresas
Nos dias correntes é difícil encontrar empresas, independentemente da sua dimensão, que não façam uso das tecnologias de informação, ou seja, da informática.
Nas estruturas orgânicas das empresas existem departamentos de TI com nomes tais como:
- Departamento de Informática
- Departamento de Sistemas de Informação
- Departamento de Tecnologias de Informação
- entre outros.

Por sua vez estes departamentos poderão estar organizados em subestruturas representativas das várias especialidades da Informática tais como:
- Secção de Suporte (Helpdesk)
- Secção de Redes
- Secção de Cibersegurança
- Secção de Desenvolvimento de Software
- Secção de Web design
- Secção de Sistemas de Informação Geográfica
- entre outras.

O número de subestruturas é variável e está normalmente associado à dimensão da empresa.